# Federació de Curses d'Orientació de Catalunya
La Federació de Curses d'Orientació de Catalunya (FCOC) és l'organisme que agrupa i coordina persones i entitats esportives dedicades a la pràctica i promoció de l'esport de curses d'orientació. Organitza les principals competicions de les diverses disciplines que es disputen a Catalunya. Forma part de la Unió de Federacions Esportives de Catalunya.

## Història
Les curses d'orientació van arribar a Catalunya a finals dels anys vuitanta i ho va fer per diverses vies. L'any 1986 el suec Peo Bengson va organitzar una cursa d'orientació a Collserola com a promoció turisticoesportiva per als seus compatriotes. Un any després Pablo Martínez, del Club Minerva de l'Acadèmia de Suboficials de Tremp, va posar en marxa la primera edició d'una competició d'orientació a Salàs del Pallars utilitzant un mapa militar. El mes d'abril de 1988 es va fundar el Natura i Esport de Vic, el primer club català d'aquest esport, i un mes després va néixer el Club d'Orientació Catalunya (COC) per iniciativa de Carles Lladó qui el 1987 havia estat un dels creadors de l'Associació per a la Delegació Olímpica de Catalunya (ADOC), va ser el gran impulsor de les curses d'orientació a Catalunya. Lladó, que cercava un esport sense federació catalana per tal de crear-la i intentar que Catalunya pogués competir internacionalment, va ser el fundador de la Federació Catalana de Curses d'Orientació el 13 de juliol de 1988. El primer pas que va donar la nova federació va ser demanar el seu ingrés a la Federació Internacional d'Orientació (IOF), però al mateix temps ho va fer l'Asociación de Clubs de Carrera de Orientación espanyola, i la reglamentació, que impedia que hi hagués dues federacions d'un mateix estat, va frustrar les intencions de la FCOC. Malgrat aquest revés, l'esport de les curses d'orientació va arrelar ben aviat a Catalunya i es va propagar per tot el seu territori. Gràcies a l'empenta de la federació i del Club Orientació Catalunya, que en aquesta primera època gairebé eren el mateix. De mica en mica l'orientació es va anar popularitzant i van anar sorgint clubs i competicions sota el calendari de la Copa Catalana. A finals de 1990 es va arribar a un acord d'agermanament amb els clubs francesos del Capcir i la Cerdanya. Aquest primer contacte internacional, que es va traduir en la primera Copa Catalana conjunta l'any 1991, va proporcionar una gran progressió de l'orientació catalana, que va fer un salt important amb la creació tres anys després de l'Escola Catalana de Curses d'Orientació (ECCO). L'any 1994, després d'uns anys d'enfrontament a conseqüència del seu intent de reconeixement internacional, la federació s'integrà en l'Associació Espanyola de Curses d'Orientació (AECO), i aquell mateix any es va disputar el primer Campionat de Catalunya absolut. L'orientació catalana seguia en creixement i es va disparar el nombre de llicències, clubs i competicions en les seves diferents especialitats. El 1999 es van potenciar potenciar les especialitats de marató, esquí i bicicleta, i aquell mateix any el Badalona Orientació va organitzar a la Roca del Vallès la primera prova de la Copa del Món que es va disputar a Catalunya. La progressió de l'orientació catalana no es va aturar i va arribar la primera victòria de la selecció de Catalunya al Campionat d'Espanya el 2006 i els primers èxits internacionals, que van seguir produint-se. Entre aquests cal destacar el bronze de Pol Ràfols i Marc Serrallonga, que feien equip amb el valencià Antonio Martínez en els Campionats d'Europa de Relleus sub-16, primer podi aconseguit per orientadors catalans en una competició internacional oficial, i també els èxits assolits en les especialitats de raids d'aventura i raids d'orientació, amb Anna Amigó Bertran com a capdavantera. Organitza anualment les competicions en les diverses modalitats de les seves disciplines: Orientació a peu, Bicicleta d'orientació, Esquí orientació, Rogaining, Trail-O i Raids d'aventura.
L'agost del 2025 organitzarà el World Masters Orienteering Championship de la International Orienteering Federation a Girona. Serà la primera cita d'una sèrie d'esdeveniments internacionals com una prova de la Copa del Món a Tarragona el 2027, i el World Orienteering Championship el 2028, també a Girona.

## Presidents

### Carles Lladó i Badia(1988-1999)
Va ser el fundador i primer president de la federació. La seva primera gestió va ser demanar l'ingrés a la Federació Internacional de Curses d'Orientació, petició que va ser denegada perquè els seus estatuts no ho permetien. Malgrat tot, es va bolcar en la difusió de les curses d'orientació, tot col·laborant en l'organització de més d'un centenar de competicions i creant, entre d'altres, el Trofeu Ciutat de Barcelona (1991) i la Copa de les Regions d'Europa (1995), i fomentà la participació de les seleccions catalanes d'aquest esport en competicions internacionals.

### Ferran Santoyo Medina(1999-2002)
Professor d'Educació Física, maratonià, corredor de curses d'ultrafons i de muntanya, va descobrir les curses d'orientació l'any 1990. Orientador en actiu des d'aquell any i corredor de categoria H-Elit de 1991 a 2007, va ser internacional amb les seleccions catalana i espanyola. Vinculat amb les curses d'orientació des de les facetes de directiu, tècnic, organitzador de competicions, cartògraf, jutge i divulgador d'aquest esport per mitjà d'articles periodístics i llibres, va entrar a la junta directiva l'any 1990 i en va sortir el 2005 després d'haver estat el responsable del Departament de federats, vocal i president. Creador de l'Escola Catalana de Curses d'Orientació, de la qual va ser màxim responsable en dues etapes, i director de l'Escola Espanyola de Tècnics d'Orientació, també va ser president del Club d'Orientació Catalunya entre 1996 i 1998 i membre de la junta directiva de la Federació Espanyola d'aquest esport de 2004 a 2008.

### Carlos Casado Martínez (2002-2006)
Des de ben jove es va iniciar com a orientador amb el Club Badalona Orientació. Va entrar a la junta directiva el 1999 i, va ser elegit com a president el 2002 ocupant el càrrec durant quatre anys i mig. Un cop va deixar la presidència, va continuar com a vicepresident en la junta presidida per Carles Loré fins al 2010. Durant la seva etapa de president, la selecció catalana va pujar per primer cop al podi en el Campionat d'Espanya i l'any 2006 va ser campiona. Durant el seu mandat es va modernitzar la federació, incloent un sistema de cronometratge electrònic i traslladant la seu al local on es troba actualment.

### Carles Loré Barraguer(2006-2010)
Practicant de l'escalada i l'alta muntanya, és instructor d'escalada tant de l'Escola Catalana d'Alta Muntanya com de l'Espanyola. En el món de les curses d'orientació, va ser quatre vegades campió de Catalunya absolut com a membre del Club d'Orientació Catalunya, a més de vencedor de tres Copes Catalanes i tres Lligues. També va guanyar cinc vegades el campionat d'Espanya en categoria veterans. Va tenir el seu primer contacte amb les curses d'orientació l'any 1989 i dos més tard va entrar com a vicepresident a la junta directiva que presidia Carles Lladó. Va ocupar aquest càrrec fins a l'octubre de 2006, quan va ser elegit president com a candidat únic, i després d'un mandat de quatre anys no es va presentar a la reelecció.

### Josep Maria Dedéu Rosell (2011-2019)
Campió de la Copa Catalana de la seva categoria en dues ocasions, ha competit també a la Lliga estatal i en competicions internacionals. En accedir a la presidència, els seus principals objectius van ser implicar els clubs en tasques directives, assolir l'admissió de la federació en el si de la federació internacional, consolidar l'Escola d'Orientació Catalana i el programa de tecnificació dels joves orientadors en el Centre d'Alt Rendiment per tal de treure'n rendiments esportius, assegurar el relleu generacional i promocionar les diferents modalitats. Una de les seves primeres accions va ser la creació de la competició a nivell internacional 'O'Pyrene.

### Josep Maria Santiago i Gonzalez (2019)
Nascut el 1975 a Girona. És Diplomat en Magisteri en l'Especialitat d'Educació Física, Llicenciat en Pedagogia i Graduat Superior d'Esports en l'especialitat de Bàsquet. Després de dedicar 25 anys a l'esport de la cistella, on ha sigut jugador, àrbitre, entrenador i directiu fundador de l'Uni Girona Club de Bàsquet ara se centra en l'esport de l'Orientació Esportiva. Va ser regidor d'Esports a l'Ajuntament de Sarrià de Ter i vicepresident del Consell Esportiu del Gironès.En l'actualitat treballa com a mestre d'educació física a una escola de primària. S'inicià a l'orientació esportiva el 2012 i és practicant habitual d'O-Peu, MTBO i Rogaines representant al club Aligots de Girona. Campió d'Espanya de Rogaine (Júnior-Adult) el 2016, també ha participat en el World Masters Orienteering Championship de (2018-21-22-23-24) i en el World Rogaining Championship (2019-22). És el director del WMOC 2025 de Girona, el CEO del 2026 a Lles (Cerdanya), la prova de la Copa del Món de Tarragona el 2027 i el World Orienteering Championship 2028 també a Girona.

## Modalitats esportives
La Federació de Curses d'Orientació de Catalunya inclous, segons els seus estatus aprovats per la Secretaria General de l'Esport de la Generalitat de Catalunya i el Consejo Superior de Deportes, sis disciplines diferents d'esports on la navegació a través del medi natural és al principal característica. Sempre, ajudant-se d'un mapa i brúixola. Aquest són:
- Orientació a Peu
- MTBO (Orientació en bicicleta de muntanya)
- Rogaine
- Raids d'Aventura
- Ski-O (Orientació amb esquís)
- Trail-O (Orientació de precisió)